# Alexander Gennadjewitsch Legkow
Alexander Gennadjewitsch Legkow (russisch Александр Геннадьевич Легков; * 5. Juli 1983 in Krasnoarmeisk, Oblast Moskau, Russische SFSR, Sowjetunion) ist ein ehemaliger russischer Skilangläufer.

## Werdegang
Legkow gab sein internationales Debüt bei den Juniorenweltmeisterschaften Anfang 2002 in Schonach, wo er 30. über 10 Kilometer wurde. Am Jahresende gewann er in Krasnojarsk sein erstes FIS-Rennen und wurde eine Woche darauf in Kawgolowo erstmals im Skilanglauf-Weltcup eingesetzt. In diesem 19-km-Rennen kam Legkow auf den 48. Platz. Knapp ein Jahr später kam er mit der russischen Staffel als Sechstplatzierter in Davos erstmals in die Top 10 bei einem Weltcuprennen. Kurz vor dem Jahreswechsel zu 2004 gewann er in Krasnojarsk erstmals ein Europacup-Rennen.
Im Februar 2005 nahm Legkow in Oberstdorf erstmals an den Nordischen Skiweltmeisterschaften teil.
Beste Platzierung war ein 48. Platz im 15-km-Rennen.

### Olympische Winterspiele 2006
2006 startete er erstmals bei den Olympischen Spielen und wurde 37. im Skiathlon und 20. im 50-km-Rennen.
Seinen internationalen Durchbruch feierte der Russe in der Saison 2006/07. Im schwedischen Gällivare kam Legkow im November als Siebter im 15-km-Rennen erstmals in einem Einzelrennen unter die besten zehn. Im Dezember kam er im 30-km-Rennen von La Clusaz auf den zweiten Platz und gewann mit der Staffel sein erstes Weltcuprennen.
Bei der erstmals ausgetragenen Tour de Ski erreichte er hinter Tobias Angerer den zweiten Platz, diesen Platz schaffte er auch im Verfolgungsrennen und bei der Bergetappe. Das nächste 30-km-Rennen in Rybinsk gewann er und damit sein erstes Weltcup-Einzelrennen. Am Saisonende belegte er wie schon bei der Tour de Ski hinter Angerer den zweiten Gesamtrang im Weltcup, im Distanzweltcup wurde er Sechster. Bei den Nordischen Skiweltmeisterschaften 2007 in Sapporo erreichte Legkow über 15 km und in der Verfolgung sechste Plätze, mit der Staffel gewann er die Silbermedaille.
In der Saison 2007/08 konnte er seine konstanten starken Leistungen aus der Vorsaison nicht wiederholen. Bei der Tour de Ski 2007/08 schaffte er nur Platzierungen im Mittelfeld und beendete die Tour auf dem 20. Platz. Er schloss die Saison mit dem 26. Platz in der Weltcupgesamtwertung ab. Die Tour de Ski 2008/09 beendete er auf dem 33. Platz. Dabei erreichte er bei zwei Top-Zehn-Platzierungen bei Etappenrennen. Bei den nordischen Skiweltmeisterschaften 2009 in Liberec erreichte er den 18. Platz im 50-km-Massenstartrennen und den vierten Rang im 30-km-Verfolgungsrennen.
Im März 2009 gewann er in Lahti über 15 km Freistil und belegte den dritten Platz beim Weltcupfinale in Falun. Die Saison 2008/09 beendete er auf dem elften Platz in der Gesamtwertung und dem achten Rang in der Distanzwertung. Zum Beginn der Saison 2009/10 konnte er zwei Podestplätze bei Weltcuprennen in Kuusamo und Rogla belegen. Bei der Tour de Ski 2009/10 erreichte er nur Platzierungen im Mittelfeld und trat bei der Abschlussetappe nicht an.

### Olympische Winterspiele 2010
Bei den Olympischen Winterspielen 2010 in Vancouver schaffte er den 15. Platz über 15 km Freistil, den 14. Rang im 50-km-Massenstartrennen und den achten Platz in der Staffel. Im 30-km-Verfolgungsrennen verpasste er als vierter nur knapp eine Medaille. Zum Beginn der Saison 2010/11 gewann er die Nordic Openings. Es folgten weitere Podestplätze bei Weltcuprennen in Kuusamo und Davos. Bei der Tour de Ski 2010/11 erreichte er mehrere Top-Zehn-Platzierungen, trat aber wie im Vorjahr nicht bei der Abschlussetappe an. Bei den nordischen Skiweltmeisterschaften 2011 in Oslo belegte er den 20. Platz über 15 km klassisch, den 19. Rang im 30-km-Verfolgungsrennen und den siebten Platz mit der Staffel. Die Saison beendete er auf dem fünften Rang in der Gesamtwertung und dem fünften Platz in der Distanzwertung.
Bei der Tour de Ski 2011/12 erreichte den fünften Platz in der Gesamtwertung. Dabei konnte er zwei Etappenrennen gewinnen. In der Weltcupgesamtwertung der Saison 2011/12 belegte er den fünften Platz in der Gesamtwertung und den dritten Rang in der Distanzwertung.
Zu Beginn der Saison 2012/13 siegte Legkow beim Kangaroo Hoppet. Im Weltcup startete er in Gällivare mit einem neunten Platz 15 km Freistil und einem dritten Rang mit der Staffel. Die nachfolgende Nordic Opening in Kuusamo beendete er auf den siebten Platz. Dabei gewann er das 10-km-Freistil-Etappenrennen. Im weiteren Saisonverlauf belegte er im Skiathlonrennen in Sotschi und über 15 km Freistil in Davos den dritten Platz und in Oslo im 50-km-Massenstartrennen den ersten Rang. Zum Jahreswechsel 2012/13 gewann er mit dem Sieg in der abschließenden Bergverfolgung im Val di Fiemme die Tour de Ski.
Bei den nordischen Skiweltmeisterschaften 2013 im Val di Fiemme erreichte er den vierten Platz im 50-km-Massenstartrennen und gewann Bronze mit der Staffel. Das Weltcupfinale in Falun beendete er auf den vierten Rang und erreichte den zweiten Platz in der Gesamtwertung und den ersten Rang in der Distanzwertung. Zum Beginn der Saison 2013/14 siegte er wie im Vorjahr beim Kangaroo Hoppet. Die Nordic Opening beendete er auf dem dritten und die Tour de Ski 2013/14 auf dem fünften Platz.

### Olympische Winterspiele 2014
Bei den Olympischen Spielen 2014 in Sotschi gewann er Silber mit der Staffel und am Schlusstag den 50-km-Wettbewerb im Freistil vor zwei weiteren russischen Läufern. Anfang November 2017 wurden ihm die gewonnenen Medaillen vom Internationalen Olympischen Komitee (IOC) wegen Dopings zunächst aberkannt, diese Entscheidung wurde jedoch im Februar 2018 zurückgenommen.
Ebenfalls errang er in der Saison über 15 km Freistil in Lahti und im 50-km-Massenstartrennen in Oslo den dritten Platz und mit der Staffel in Lillehammer und über 15 km klassisch in Toblach den ersten Rang. Beim Weltcupfinale in Falun kam er auf den dritten Gesamtplatz. Dabei belegte sie bei der Skiathlon-Etappe ebenfalls den dritten Platz. Die Saison beendete er auf dem zweiten Platz in der Gesamtwertung und in der Distanzwertung.
Bei den nordischen Skiweltmeisterschaften 2015 in Falun kam er über 15 km Freistil auf den 14. Platz und mit der Staffel auf den vierten Rang. Zu Beginn der Saison 2015/16 errang er den achten Platz bei der Nordic Opening in Ruka und den 12. Rang bei der Tour de Ski 2016. Im weiteren Saisonverlauf erreichte er im Weltcup vier Top-Zehn-Platzierungen, darunter einen zweiten Platz mit der Staffel in Nové Město.
Zum Saisonende startete er bei der Ski Tour Canada, die er vorzeitig beendete, und belegte den 15. Platz im Gesamtweltcup und den zehnten Rang im Distanzweltcup.
Der Sportler lebt im westsibirischen Chanty-Mansijsk und startet für den Verein Dynamo.

### Dopingvorwürfe 2016
Im Mai 2016 veröffentlichte die New York Times einen Bericht, wonach es vor den Olympischen Winterspielen in Sotschi ein staatlich gestütztes Doping-System in Russland gegeben habe. Die Zeitung schrieb von mindestens 15 gedopten russischen Medaillengewinnern und berief sich dabei auf den Leiter des Anti-Doping-Labors in Moskau, Grigori Rodtschenkow. Dieser habe eigens für russische Sportler einen Mix aus drei verschiedenen Dopingmitteln entwickelt und in nächtlichen Aktionen Urinproben ausgetauscht. Zu den namentlich genannten Sportlern zählte auch Legkow, der die Vorwürfe ebenso wie die russische Regierung dementierte.
Im November 2017 wurde er aufgrund der Erkenntnisse des McLaren-Reports von der Oswald-Kommission des Internationalen Olympischen Komitees lebenslang gesperrt und seine gewonnenen olympischen Medaillen aberkannt. Sein Anwalt legte daraufhin Berufung ein. Im Februar 2018 machte der Internationale Sportgerichtshof wegen ungenügender Beweislage die Aberkennung seiner Medaillen rückgängig und hob die Sperre auf. Gleichwohl durfte Legkow nicht an den Winterspielen 2018 teilnehmen.

### Rücktritt
Im April 2018 gab Legkow sein Karriereende bekannt.

## Erfolge

### Siege bei Weltcuprennen

#### Weltcupsiege im Einzel
| Nr. | Datum             | Ort         | Disziplin                       |
| --- | ----------------- | ----------- | ------------------------------- |
| 1.  | 20. Januar 2007   | Rybinsk     | 30 km Freistil Massenstart      |
| 2.  | 8. März 2009      | Lahti       | 15 km Freistil Individualstart  |
| 3.  | 28. November 2010 | Kuusamo     | Gesamtwertung Nordic Opening    |
| 4.  | 6. Januar 2013    | Tour de Ski | Gesamtwertung                   |
| 5.  | 16. März 2013     | Oslo        | 50 km Freistil Massenstart      |
| 6.  | 1. Februar 2014   | Toblach     | 15 km klassisch Individualstart |

#### Etappensiege bei Weltcuprennen
| Nr. | Datum            | Ort           | Disziplin                      | Rennen              |
| --- | ---------------- | ------------- | ------------------------------ | ------------------- |
| 1.  | 3. Januar 2012   | Toblach       | 5 km klassisch Individualstart | Tour de Ski 2011/12 |
| 2.  | 8. Januar 2012   | Val di Fiemme | 9 km Bergverfolgung Freistil 1 | Tour de Ski 2011/12 |
| 3.  | 1. Dezember 2012 | Kuusamo       | 10 km Freistil Individualstart | Nordic Opening 2012 |

#### Weltcupsiege im Team
| Nr. | Datum             | Ort         | Disziplin            |
| --- | ----------------- | ----------- | -------------------- |
| 1.  | 17. Dezember 2006 | La Clusaz   | 4 × 10 km Staffel 2  |
| 2.  | 6. Februar 2011   | Rybinsk     | 4 × 10 km Staffel 3  |
| 3.  | 8. Dezember 2013  | Lillehammer | 4 × 7,5 km Staffel 4 |

### Siege bei Continental-Cup-Rennen
| Nr. | Datum             | Ort         | Disziplin                                    | Serie                     |
| --- | ----------------- | ----------- | -------------------------------------------- | ------------------------- |
| 1.  | 27. Dezember 2003 | Krasnogorsk | 15 km Freistil Individualstart               | Continental Cup           |
| 2.  | 20. Dezember 2007 | Krasnogorsk | 15 km klassisch Individualstart              | Eastern Europe Cup        |
| 3.  | 18. August 2012   | Falls Creek | Sprint klassisch                             | Australia/New Zealand Cup |
| 4.  | 19. August 2012   | Falls Creek | 15 km Freistil Individualstart               | Australia/New Zealand Cup |
| 5.  | 25. August 2012   | Falls Creek | 42 km Freistil Massenstart (Kangaroo Hoppet) | Australia/New Zealand Cup |
| 6.  | 24. August 2013   | Falls Creek | 42 km Freistil Massenstart (Kangaroo Hoppet) | Australia/New Zealand Cup |

## Platzierungen im Weltcup

### Weltcup-Statistik
Die Tabelle zeigt die erreichten Platzierungen im Einzelnen.
- 1.–3. Platz: Anzahl der Podiumsplatzierungen
- Top 10: Anzahl der Platzierungen unter den ersten zehn
- Punkteränge: Anzahl der Platzierungen innerhalb der Punkteränge
- Starts: Anzahl gelaufener Rennen in der jeweiligen Disziplin
- Hinweis: Bei den Distanzrennen erfolgt die Einordnung gemäß FIS.

| Platzierung         | Distanzrennen a | Distanzrennen a | Distanzrennen a | Distanzrennen a | Distanzrennen a | Skiathlon Verfolgung | Sprint | Etappen- rennen b | Gesamt | Team c | Team c  |
| Platzierung         | ≤ 5 km          | ≤ 10 km         | ≤ 15 km         | ≤ 30 km         | > 30 km         | Skiathlon Verfolgung | Sprint | Etappen- rennen b | Gesamt | Sprint | Staffel |
| ------------------- | --------------- | --------------- | --------------- | --------------- | --------------- | -------------------- | ------ | ----------------- | ------ | ------ | ------- |
| 1. Platz            | 1               | 1               | 2               | 1               | 1               | 2                    |        | 1                 | 9      |        | 3       |
| 2. Platz            |                 | 2               | 1               | 2               |                 | 3                    |        | 1                 | 9      |        | 6       |
| 3. Platz            | 1               |                 | 5               | 2               | 1               | 4                    |        | 3                 | 16     |        | 2       |
| Top 10              | 7               | 5               | 25              | 9               | 4               | 28                   | 3      | 12                | 93     |        | 25      |
| Punkteränge         | 13              | 10              | 59              | 15              | 8               | 42                   | 15     | 16                | 178    | 2      | 26      |
| Starts              | 14              | 12              | 72              | 18              | 8               | 51                   | 37     | 18                | 230    | 2      | 26      |
| Stand: Karriereende |                 |                 |                 |                 |                 |                      |        |                   |        |        |         |

### Weltcup-Gesamtplatzierungen
| Saison  | Gesamt | Gesamt | Distanz | Distanz | Sprint | Sprint |
| Saison  | Punkte | Platz  | Punkte  | Platz   | Punkte | Platz  |
| ------- | ------ | ------ | ------- | ------- | ------ | ------ |
| 2003/04 | 33     | 83.    | 33      | 57.     | -      | -      |
| 2004/05 | 45     | 75.    | 45      | 48.     | -      | -      |
| 2005/06 | 41     | 95.    | 41      | 64.     | -      | -      |
| 2006/07 | 580    | 2.     | 260     | 6.      | -      | -      |
| 2007/08 | 273    | 26.    | 205     | 18.     | 24     | 64.    |
| 2008/09 | 565    | 11.    | 410     | 8.      | 35     | 52.    |
| 2009/10 | 253    | 30.    | 247     | 14.     | 6      | 99.    |
| 2010/11 | 796    | 5.     | 503     | 5.      | 53     | 43.    |
| 2011/12 | 1000   | 5.     | 673     | 3.      | 45     | 44.    |
| 2012/13 | 1381   | 2.     | 793     | 1.      | 16     | 73.    |
| 2013/14 | 1008   | 2.     | 554     | 2.      | 34     | 51.    |
| 2014/15 | 150    | 45.    | 150     | 29.     | -      | -      |
| 2015/16 | 632    | 15.    | 480     | 10.     | -      | -      |